# Tears in Crystal
「Tears in Crystal」（ティアーズ・イン・クリスタル）は、杏里41枚目のシングル。2001年10月24日発売。発売元は日本クラウン/ドルフィンハーツ。

## 解説
「Tears in Crystal」は、日本テレビ系「火曜サスペンス劇場」の主題歌として起用された。

## 収録曲
作詞：吉元由美　作曲：ANRI
1. Tears in Crystal
  - 編曲：Jochem van der Saag

日本テレビ系「火曜サスペンス劇場」主題歌
2. Touch the Rainbow
  - 編曲：小倉泰治

テレビ朝日系「初夢紀行～ANRI・原沙知絵の虹のハッピーハワイ～」エンディングテーマ
3. Tears in Crystal （Instrumental）
4. Touch the Rainbow （Instrumental）

## 関連作品
- My Music